# 大和川村
大和川村（やまとがわむら）は、かつて新潟県西頸城郡にあった村。

## 沿革
- 1889年（明治22年）4月1日 - 町村制の施行により、西頸城郡大和川村、厚田村、竹ケ花村及び田伏村の区域をもって、西頸城郡大和川村が発足する。
- 1901年（明治34年）11月1日 - 西頸城郡大和川村及び梶屋敷村が合併して、改めて西頸城郡大和川村が発足する。
- 1954年（昭和29年）6月1日 - 西頸城郡糸魚川町、浦本村、下早川村、上早川村、大和川村、西海村、大野村、根知村及び小滝村が合併して、糸魚川市が発足する。